# Johann Benckiser
Johann Adam Benckiser (30 dicembre 1782 – 7 maggio 1851) è stato un chimico tedesco.
Fondatore di Joh. A. Benckiser GmbH, un'importante azienda chimica tedesca che fa parte di Reckitt Benckiser, un componente dell'indice FTSE 100, dal 1999.

## Carriera
Benckiser fondò un'azienda a Pforzheim, in Germania, specializzata in prodotti chimici industriali per beni di consumo e industriali nel 1823. Inizialmente produsse ammoniaca, acido cloridrico e cloruro di ammonio. Karl Ludwig Reimann, un chimico, si unì all'azienda nel 1828 e sposò la figlia di Benckiser. Benckiser morì nel maggio 1851. Da allora l'azienda è di proprietà della famiglia Reimann. Negli anni '80 è diventata un'azienda importante sotto la guida del manager Peter Harf.